# William McKerlich
William Alister M. McKerlich –conocido como Bill McKerlich– (Vancouver, 2 de diciembre de 1936) es un deportista canadiense que compitió en remo. Participó en dos Juegos Olímpicos de Verano en los años 1956 y 1960, obteniendo dos medallas, plata en Melbourne 1956 y plata en Roma 1960.

## Palmarés internacional
| Juegos Olímpicos | Juegos Olímpicos      | Juegos Olímpicos | Juegos Olímpicos |
| Año              | Lugar                 | Medalla          | Prueba           |
| ---------------- | --------------------- | ---------------- | ---------------- |
| 1956             | Melbourne (Australia) | Medalla de plata | Ocho con timonel |
| 1960             | Roma (Italia)         | Medalla de plata | Ocho con timonel |